# Amaurobioides africana
Amaurobioides africana är en spindelart som beskrevs av Hewitt 1917. Amaurobioides africana ingår i släktet Amaurobioides och familjen spökspindlar. Inga underarter finns listade i Catalogue of Life.